# 真締川ダム
真締川ダム（まじめがわダム）は、二級河川真締川水系真締川本川の上流、山口県宇部市川上に建設された治水ダムである。

## 概要
真締川は河川の疎通能力が低く、宇部市の市街地において古くから大雨による河川の決壊、氾濫が繰り返されてきた。また、真締川は宇部市の耕地などの水源として広く利用されてきたが、渇水時にはしばしば水不足に見舞われていた。これを解消するため、真締川水系河川整備計画により真締川ダムが計画され、1992年（平成4年）に着工、2009年（平成21年）に完成した。
中央の地山尾根部を挟んで流下する真締川本川と支流の戸石川をそれぞれ2つのフィルダムでせき止めし、一つのダム湖により洪水調節を行い、洪水調節後の流量を真締川・戸石川それぞれに流下させるものである。治水ダムでアースダム形式が採用されたものは例が少なく、山口県内では唯一である（ロックフィルダムは山口県内でも末武川ダムと屋代ダムで採用例がある）。
ダム湖の愛称は地元から募集され、未来湖と名付けられた。なお、真締川ダム及びその周辺の環境整備は地元有志により設立された特定非営利活動法人共生のエートスが行っているが、共生のエートスは2022年3月10日付で「事業報告書の不提出」を理由に内閣府から設立認証の取り消しを受け、同日付で解散している。

## 周辺
- 宇部蒲鉾 - 本社・工場
- 山陽自動車道宇部下関線 - ダム湖を通過している。